# 唐破風

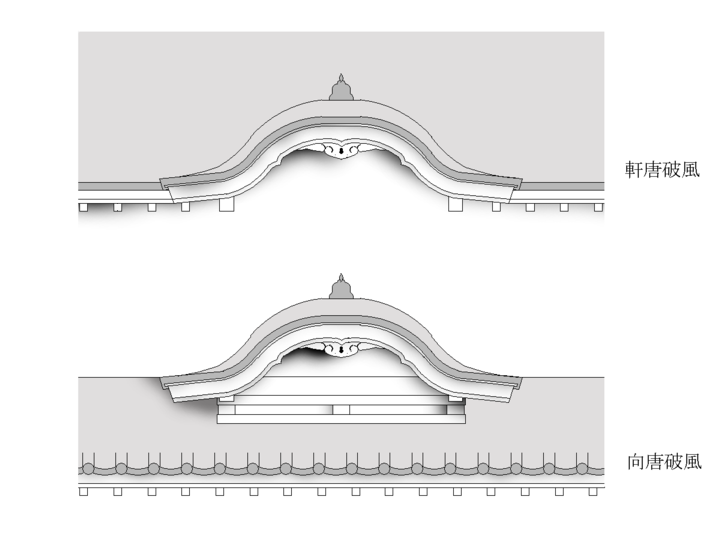
軒唐破風と向唐破風

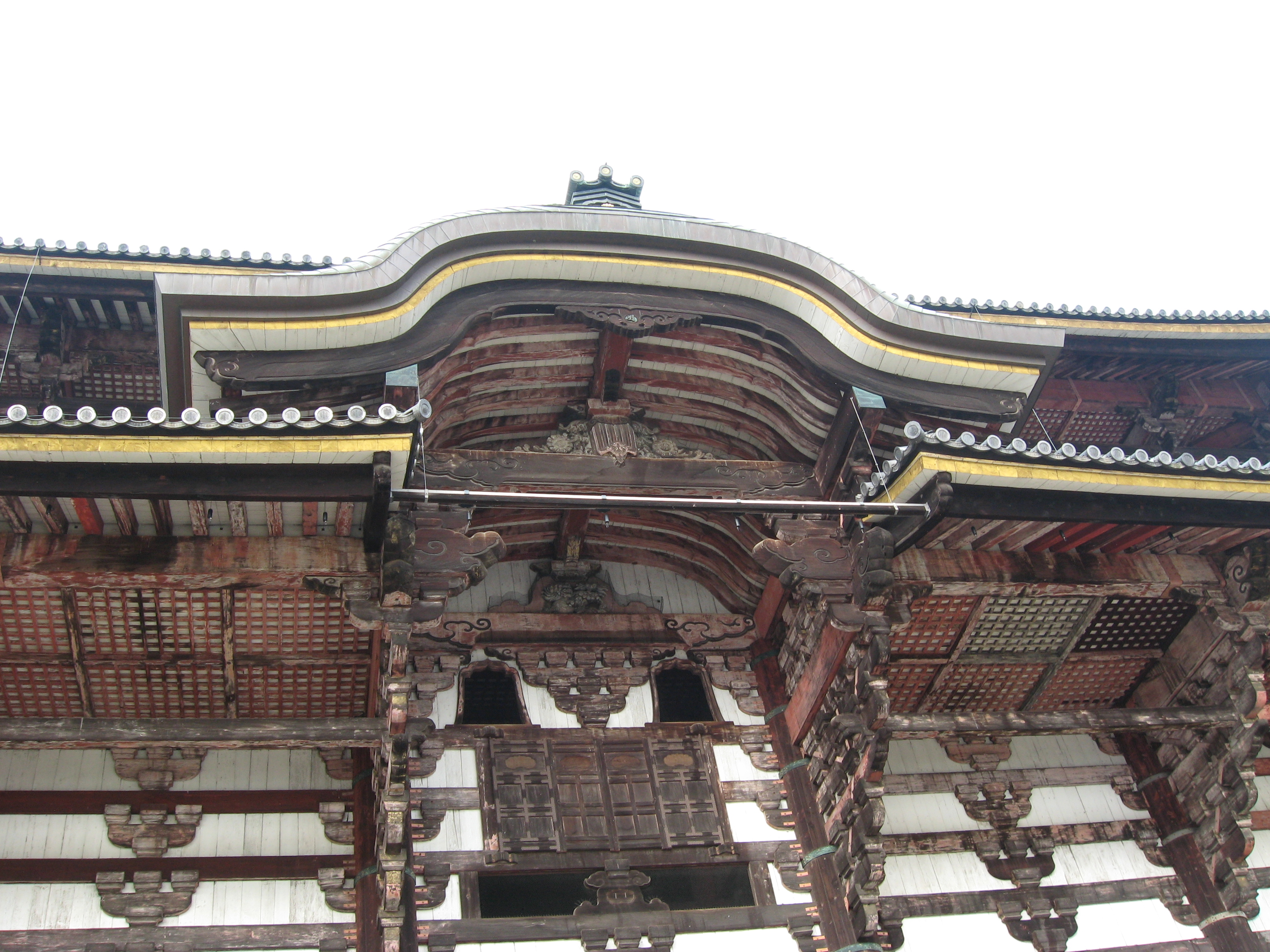
東大寺大仏殿の唐破風

唐破風（からはふ）とは、日本の城郭建築などにみられる頭部に丸みをつけて造形した破風の一種。唐と付くが中国江南以南で南宋時代の宮苑図に見られ、福建省など廟に一部見られる巻棚出檐が源流だが、日本で広く発達した建築技法である。

## 種類
唐破風には軒唐破風と向唐破風の二種がある。

### 軒唐破風
軒唐破風は屋根本体の軒先を丸みを帯びた形に造形した破風である。姫路城天守西面四重などにみられる。

### 向唐破風
向唐破風は屋根本体とは別に出窓の屋根のような形で設けた破風である。

## 兎毛通
唐破風には兎毛通（うのけどおし）と呼ばれる厚くて横長の独特の懸魚（げぎょ）が用いられる。松本城などにみられる。

## ギャラリー

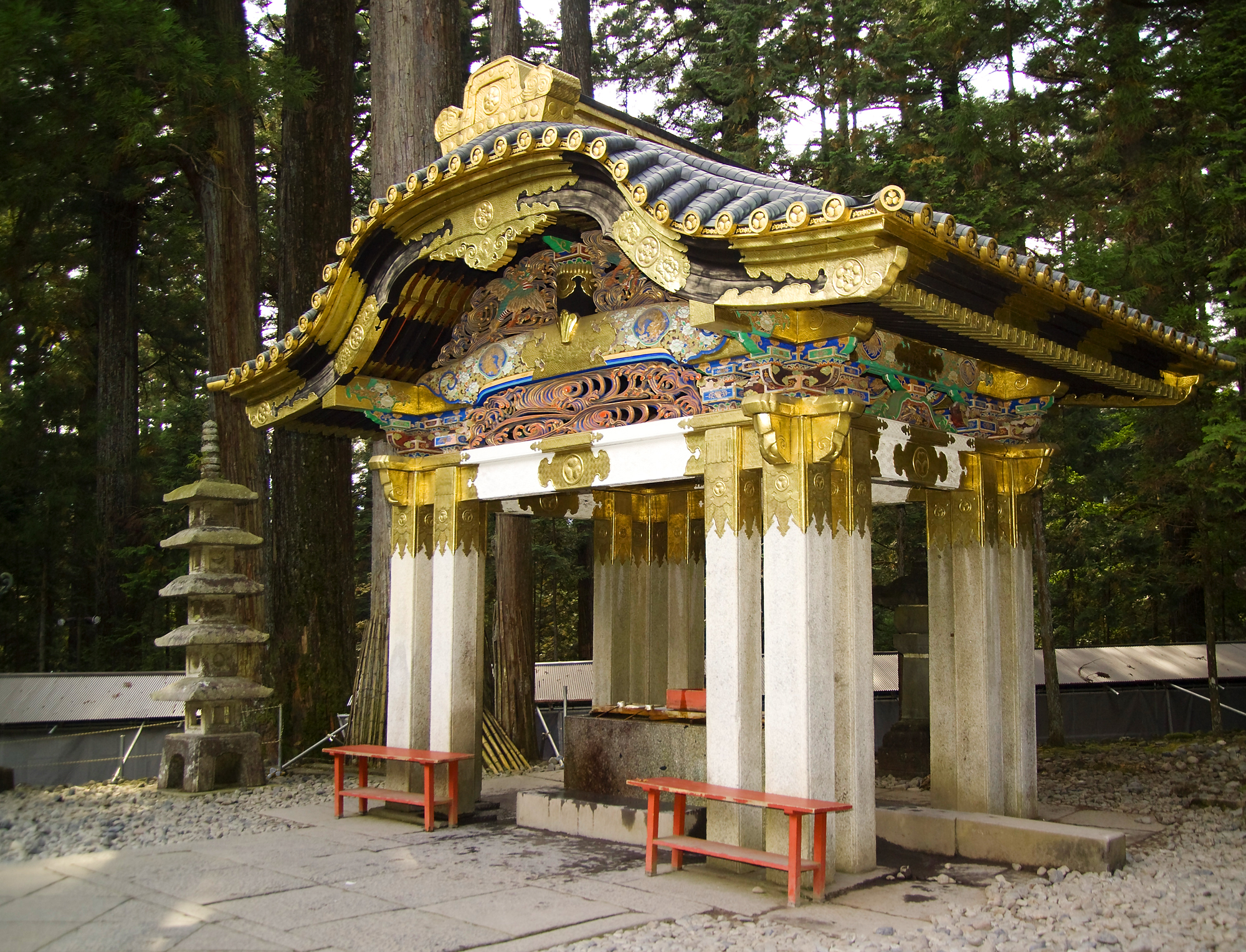
日光東照宮の手水舎
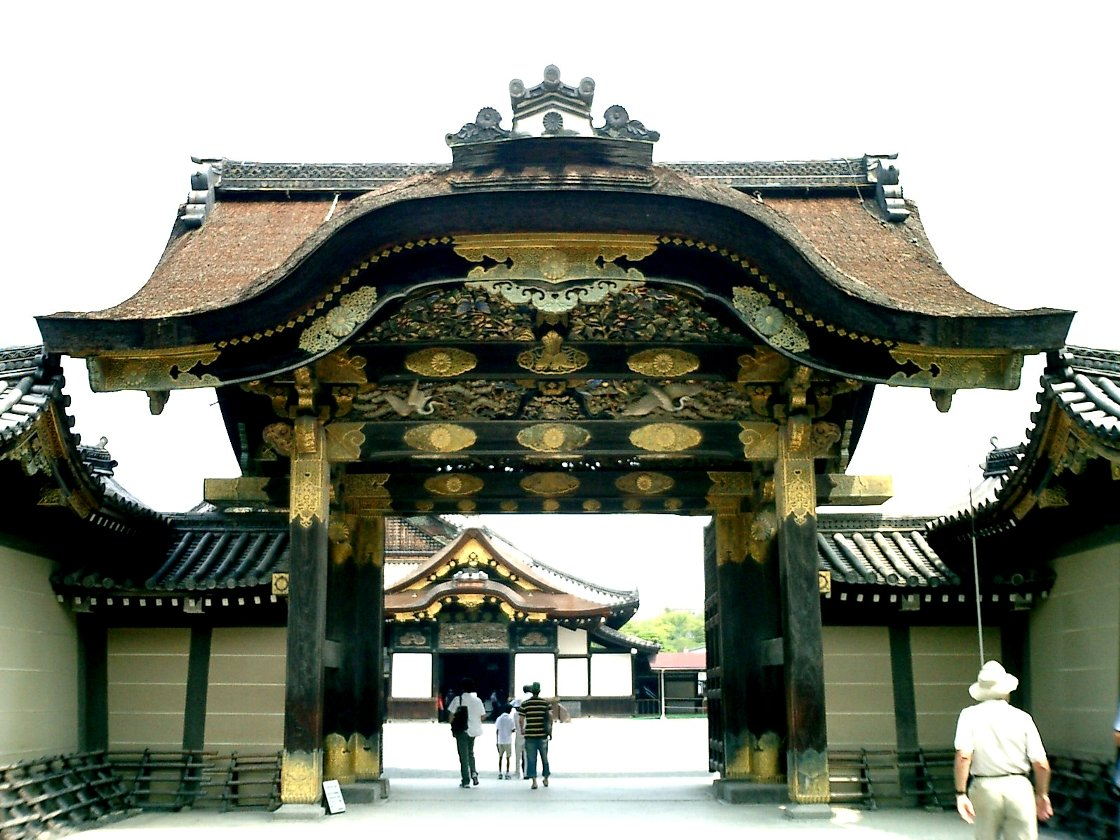
二条城の唐門
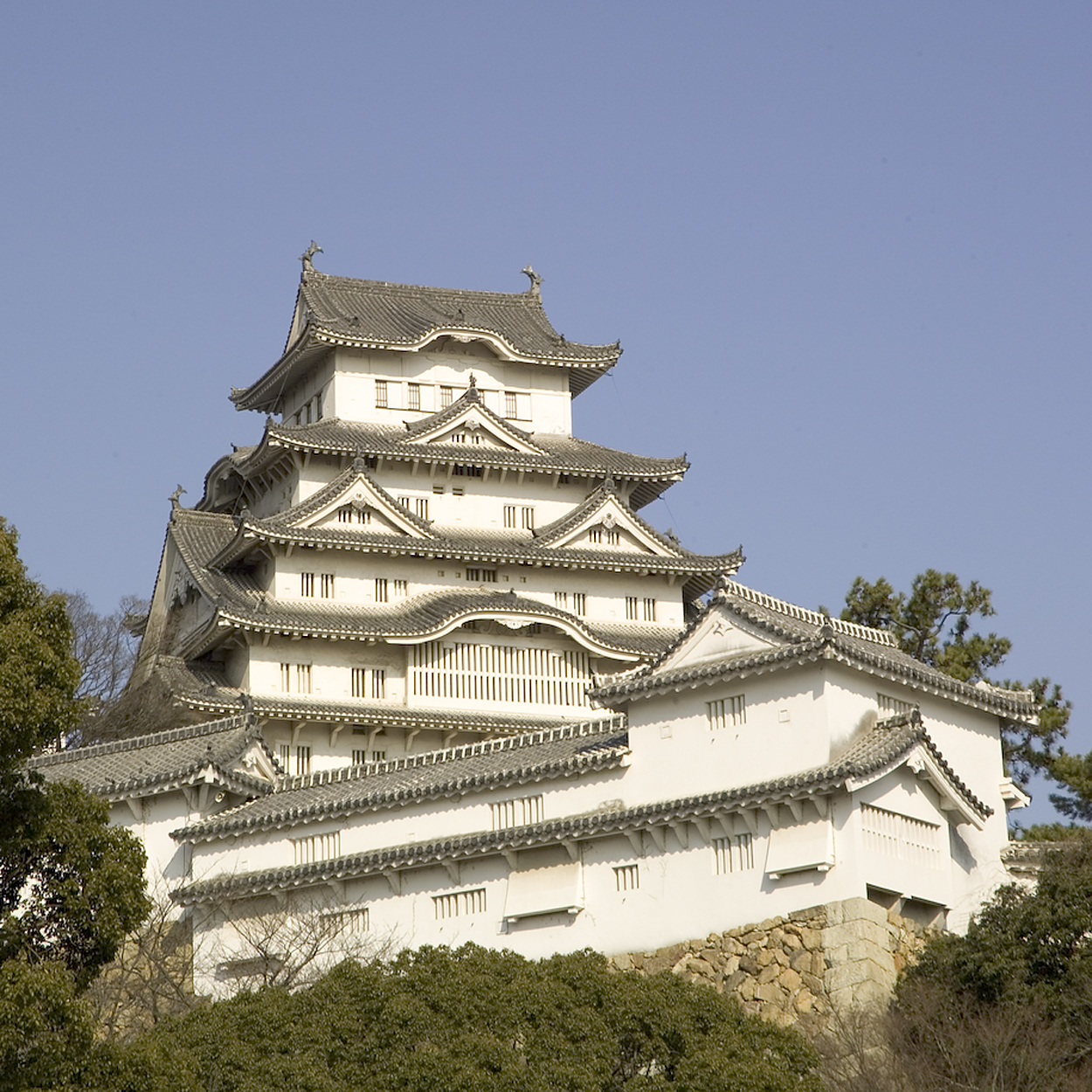
姫路城
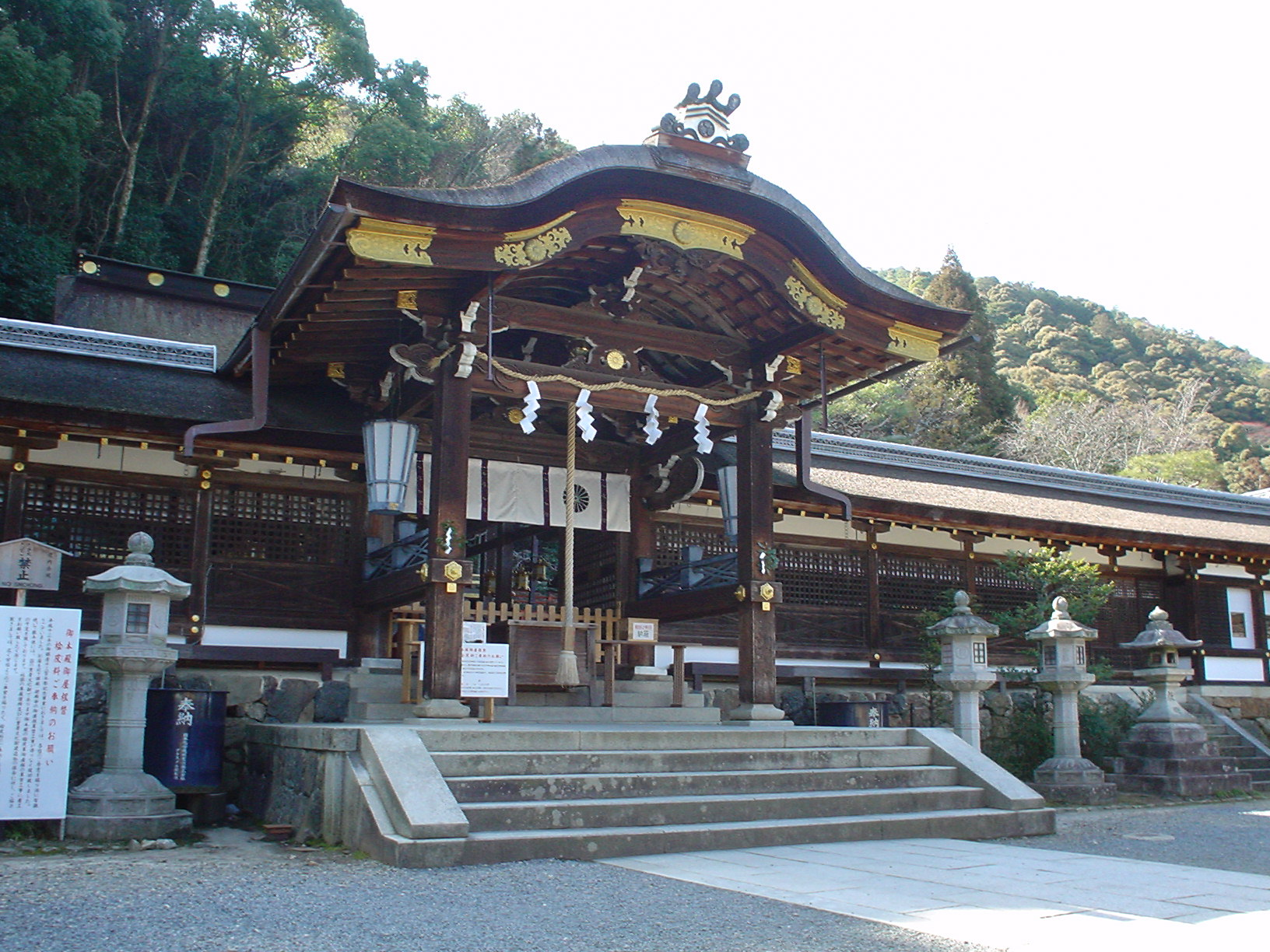
松尾大社
首里城